# Elatostema angustatum
Elatostema angustatum är en nässelväxtart som beskrevs av Charles Budd Robinson. Elatostema angustatum ingår i släktet Elatostema och familjen nässelväxter. Inga underarter finns listade i Catalogue of Life.